# 孙如津
孙如津（？—？）字宗济，号宝湖，浙江余姚县人，明朝武官。

## 生平
孙如津世袭锦衣卫正千户，又在明隆庆戊辰考中武进士。历任指挥同知(从三品)南司管事，堂上提督御道西斯房管事，都指挥佥事(秩正三品)，终仕都督佥事(武阶正二品)。

## 家族
出自余姚横河孙氏，今属慈溪县。曾祖孫燧任江西巡抚在宸濠之亂殉国。祖父孙堪是嘉靖丙戌武状元，孙如津是孙堪长孙。父孙钰世袭锦衣卫千户，官都督同知。三代均为明朝武官。 